# Holger Crafoord
Holger Crafoord ( prononcé : [ˌhɔlːgəɹ ˈkrafːɔɖ]) est un industriel suédois né le 25 juillet 1908 à Stockholm et mort le 21 mai 1982 à Lund.

## Biographie
Après une formation d'économiste, Crafoord commence sa carrière au sein de l'entreprise d'emballage Åkerlund & Rausing de Ruben Rausing et de Tetra Pak. 
Chez Åkerlund & Rausing, il est directeur général de 1946 à 1968 et président du conseil d'administration de 1968 à 1972. C'est durant son activité chez Åkerlund & Rausing que Tetra Pak est fondé en 1950. En vendant plus tard sa participation dans l'entreprise, il a le capital nécessaire pour développer l'entreprise Gambro.

## Gambro
Le professeur Nils Alwall travaillait depuis les années 1940 sur un rein artificiel et des traitements de dialyse pour filtrer le sang des patients rénaux. Les filtres de l'époque nécessitaient un long processus de nettoyage pour pouvoir être réutilisés. En 1961, Alwall rencontre Crafoord et  Crafoord s'engage dans la fabrication de filtres. En 1964, Crafoord fonde la société Gambro - à l'origine Gamla Brogatans Sjukvårdsaffär AB qui développe et, trois ans plus tard, commercialise l'invention.
En 1981, Gambro se diversifie dans le domaine des produits cœur-poumon et a mis en place un réseau spécial de fournisseurs, développant d'autres technologies pour le traitement du sang en dehors du corps (extracorporel), par exemple dans le cadre de la chirurgie cardiaque, et la technologie des composants sanguins, qui sépare le sang en différents composants et utilise ensuite certains d'entre eux dans le traitement des patients cancéreux. 

## Prix Craaford
Crafoord fonde, avec sa femme, le prix Crafoord,,. 

## Distinctions
En 1972, Crafoord reçoit un doctorat honorifique en économie et en 1976 un doctorat honorifique en médecine de l'Université de Lund.
- Commandeur grand-croix de l'ordre royal de l'Étoile polaire (KmstkNO, 3 décembre 1974)[11].
- Membre de la Société royale des sciences de Lund (LVSL)[12].
- Il a reçu le prix Illis quorum en 1982[13].

Une rue de Hechingen, dans le Bade-Wurtemberg, où se trouve la plus grande usine de production de Gambro, porte son nom.